# Iglesia del Apóstol Pedro
La Iglesia del Apóstol Pedro, también conocida como la Iglesia del Buen Pastor, es un templo católico ubicado en Talca, Región del Maule, Chile. Construida entre los años 1887 y 1900, fue declarada Monumento Nacional de Chile, en la categoría de Monumento Histórico, mediante el Decreto Supremo n.º 281, del 8 de junio de 1993.

## Historia
La Congregación de Nuestra Señora de la Caridad del Buen Pastor llegó a Chile en 1855, cuando el arzobispo de Santiago Rafael Valentín Valdivieso consiguió del gobierno los recursos necesarios para trasladar a las religiosas desde Angers, Francia.
En Talca, la congregación comenzó a construir una capilla en el año 1887, con la tarea de acoger a mujeres y educar a jóvenes huérfanas. El templo terminó su construcción el año 1900, ya no como capilla, sino que como una iglesia.
El terremoto de 1928 dañó su fachada, que fue reconstruida de forma posterior, y el terremoto de 2010 dejó al inmueble con grandes daños, por lo que fue cerrado al público.

## Descripción
Presenta un estilo neogótico, pero su fachada es de estilo neorrománico, luego de la reconstrucción posterior al terremoto de 1928. Su nave central presenta una gran altura, y presenta columnas y bóvedas de crucería. En su decoración se pueden encontrar una pila bautismal, pilas de agua benditas y un altar de mármol.